# Most Wildbichler
Most Wildbichler (německy Wildbichler Brücke) je silniční most v tyrolském Kufsteinu. Překlenuje řeku Inn, tyrolskou silnici B 171 a železniční trať Kufstein – Innsbruck (ÖBB). Po dvou samostatných mostních konstrukcích vede Inntalská dálnice A 12 a zemská silnice B 175 (Wildbichler Straße B 175). Most je významným dopravním uzlem pro městskou dopravu a mezinárodní severojižní dopravu na dálnici A 12.

## Historie
Most byl postaven v rámci výstavby dálnice A 12 v letech 1966–1969. Architekt projektu je společnost Leonhardt und Andrä.
V prosinci 1988 odhalila běžná kontrola nosné konstrukce místy vážné poškození korozí. V důsledku toho bylo do začátku července 1990 obnoveno celé předpětí a vyměněna táhla.
Dne 11. července 1990 se vozovka náhle propadla a všechny dopravní trasy vedoucí po mostě a pod ním musely být kvůli nebezpečí zřícení uzavřeny. Vlivem povodně byl říční pilíř podemletý, na horní straně proti proudu se sesedl a naklonil o 25 cm a na dolní straně po proudu o 1,4 metru. V rámci sanace bylo stabilizováno podloží, říční pilíř byl obezděn, nosné konstrukce byly vyzdviženy do původní polohy a byla vyměněna tahová výztuž. V červnu 1992 byl most znovu otevřen pro dopravu. Do té doby byla veškerá dálniční a silniční doprava odkloněna přes centrum Kufsteinu a trať ÖBB byla dočasně uzavřena.

## Popis
Byl to první most postavený metodou postupného výsuvu, kterou vyvinuli Willi Baur a Fritz Leonhardt. Při tomto postupu byly jednotlivé konstrukční části postaveny na opěře a posunuty dopředu přes pomocné podpěry. Most má dvě samostatné nosné konstrukce s horní mostovkou, které mají společný 52 m dlouhý říční pilíř a na levém břehu mají vlastní pilíře. Dva dálniční pásy o pěti polích (každý) 59,4 + 3 × 102,4 + 59,4 m a jeden silniční o sedmi polích. Celková šířka mostu je 42 m. Opěry a pilíře jsou z železobetonu, mostovka je z předpjatého betonu.